# Australàsia
Austràlasia és el terme usat per a descriure la regió d'Oceania que comprèn els territoris d'Austràlia, Nova Zelanda i les illes veïnes de l'oceà Pacífic.
El terme fou establert per Charles de Brosses a Histoire des navigations aux terres australes (1756). El terme derivà del llatí per designar el sud d'Àsia, és a dir l'Àsia austral, en contraposició a l'àrea de Polinèsia (a l'est) i el Pacífic sud-est (la Magellanica), o la Micronèsia (al nord-est).

## Geografia física
Pel que fa a la geografia física, Austràlasia inclou el continent australià (inclosa Tasmània), Nova Zelanda i la Melanèsia: Nova Guinea i les illes veïnes dels nord i est d'Austràlia a l'oceà Pacífic. La designació de vegades s'aplica a totes les terres i illes de l'oceà Pacific que limiten entre l'equador i la latitud 47° sud.
La majoria d'Austràlasia descansa sobre la placa indo-australiana, juntament amb l'oceà Índic a l'oest i l'oceà Antàrtic al sud.

## Geografia humana

Bandera olímpica d'Austràlasia

Geopolíticament, Austràlasia és sovint usada per determinar a Austràlia i Nova Zelanda juntes. Diverses organitzacions usen aquest nom per designar la pertinença a aquests dos països. Al passat, també s'usà per designar l'equip esportiu resultant de la combinació d'Austràlia i Nova Zelanda. Aquest equip participà en la copa Davis de tennis entre 1905 i 1913, i als Jocs Olímpics de 1908 i 1912.

## Geografia ecològica
Des de la perspectiva ecològica, es pot parlar de l'ecozona d'Austràlasia, com una regió diferenciada amb una història evolutiva comuna amb gran varietat de flora i fauna autòctona.
En aquest context, Austràlasia is limita a Austràlia, Nova Guinea i les illes veïnes, incloses les illes indonèsies de Lombok i Sulawesi. La línia de Wallace és la línia divisòria biològica que separa Austràlasia d'Àsia i és la frontera de les dues plaques tectòniques.